# Odão (dano)
Odão (em latim: Oddo; em nórdico antigo: Oddi; lit. "a ponta de uma arma") ou Hodão (em latim: Hoddo) era um nobre danês do século I, ativo no reinado do rei Frodo III. Aparece apenas nos Feitos dos Danos de Saxão Gramático.

## Vida
Odão era neto de Fridlevo I e sobrinho de Frodo III. Aparece pela primeira vez na ascensão de Frodo. Por ter sete anos, uma reunião foi realizada e se decidiu que vários nobres tornar-se-iam seus guardiões enquanto fosse jovem. Além disso, Frodo alocou o domínio sobre o mar a ele. Anos depois, enfrentou o almirante Rafno da Noruega. À época, tinha o prestígio de pirata e era versado em artes mágicas, sendo capaz de vagar pelos altos mares sem barco e muitas vezes virava navios hostis com tempestades. Segundo Saxão Gramático:
| “ | [..] invés se submeter a um teste de força naval, costumava agitar ondas com feitiçaria e direcioná-las ao naufrágio dos piratas. Impiedoso com os comerciantes, ainda era gentil com fazendeiros, pois valorizava um arado mais alto do que a mercadoria e colocava o mercado do compatriota acima do trabalho mercenário para ganhar. Quando entrou em conflito com os nórdicos [noruegueses], entorpeceu a visão do inimigo pelo poder de seus encantamentos, de modo que acreditavam que as espadas dinamarquesas brandidas à distância emitiam raios e piscavam como se estivessem em chamas. A visão deles estava tão enfraquecida que nem conseguiam olhar para uma lâmina tirada de sua bainha, pois seus olhos estavam superados pelo brilho e achavam o brilho ilusório insuportável. Rafno foi morto junto com a maioria de seus marinheiros, de modo que apenas seis navios voltaram à Noruega para provar ao rei que os dinamarqueses não poderiam ser esmagados. | ” |

Tempos depois, os noruegueses Érico, o Eloquente e seu meio-irmão Rolero foram à Dinamarca com três navios. Quando chegarem na costa, descobriram que sete embarcações lideradas por Odão se aproximavam. Érico ordenou que dois homens fluentes em danês saíssem sem roupas para obter informações mais precisas, mentindo para Odão que foram despidos por Érico. Ele recebeu-os amistosamente e ficaram atentos para descobrir sua estratégia. Ele decidiu atacar seus inimigos de surpresa ao amanhecer, a fim de abatê-los mais rapidamente enquanto estivessem enrolados em seus cobertores, e declarou que nessa hora do dia o corpo normalmente é mais lento e pesado. Também se deu instruções para que os navios fossem carregados com pedras para arremessar. Os batedores se afastaram no início da noite para avisar a Érico o plano. Ao descobrir o plano, Érico subiu num pequeno barco e, remando silenciosamente, aproximou-se das quilhas do inimigo, onde gradualmente perfurou com uma verruma através da madeira perto da linha d'água e logo retornou, mal levantando seus remos acima da superfície. Conduziu a operação com tanta cautela que nenhuma das sentinelas detectou sua chegada ou partida.
Enquanto Érico se afastava, as ondas penetraram nas fendas e os navios de Odão afundaram lentamente. Enquanto as torrentes fluíam cada vez mais para dentro, os navios pareciam estar sendo engolidos pela maré. O peso das pedras no interior fez com que mergulhassem ainda mais rápido e ao notar que a água já alcançava os conveses, Odão gritou para que pegassem baldes e eliminassem a água. Enquanto os marinheiros se esforçavam para defender as partes dos navios que afundavam onde a água entrava, o inimigo caiu subitamente sobre eles. A água os pressionou ainda mais quando pegaram em armas, e no meio de suas preparações de batalha foram forçados a nadar. As ondas mataram Odão e seus companheiros e os vigias foram capturados para não relatarem o ocorrido.